# Wunderbare Zeiten
Wunderbare Zeiten ist eine die gesamte Zwischenkriegszeit (1919 bis 1939) umspannende filmische Familienchronik von David Lean, der hier seinen Einstand als alleinverantwortlicher Filmregisseur gab. Die Hauptrollen dieser hochkarätig besetzten Ensembleproduktion übernahmen Robert Newton, Celia Johnson, John Mills und Kay Walsh. Der Film basiert auf dem 1939 verfassten und 1943 mit großem Erfolg uraufgeführten Theaterstück „This Happy Breed“ von Noël Coward.

## Handlung
Der Erste Weltkrieg ist zu Ende, und Frank Gibbons, der soeben aus dem Militärdienst entlassen worden ist, zieht 1919 mit seiner Frau Ethel, ihren drei Kindern Reg, Vi und Queenie, sowie seiner verwitweten Schwester Sylvia und Ethels Mutter in ein neues Zuhause in Clapham. Franks neuer Nachbar Bob ist ein alter Kumpel, ein Kamerad, der mit ihm in der Armee gedient hat. Frank bekommt einen Job in einem Reisebüro. Während die Kinder aufwachsen und sich Großbritannien an die Friedenszeit anpasst, besucht die Familie eine Reihe von Veranstaltungen wie die British Empire Ausstellung in Wembley 1924. Reg freundet sich mit Sam Leadbitter an, einem überzeugten Sozialisten. Bobs Sohn, der Matrose Billy, verliebt sich in Queenie und will sie heiraten, aber sie hasst die Enge und Kleinbürgerlichkeit der Vorstadtwelt und träumt von einem aufregenderen Leben irgend woanders. Während des Generalstreiks von 1926 wird Sam Busfahrer. Während er mit Sam unterwegs ist, wird Reg bei einer Schlägerei in der Whitechapel Road verletzt. Vi, die mit Sam zusammengekommen ist, ärgert sich darüber sehr, stimmt schließlich aber doch zu, ihn zu heiraten. Ihr zuliebe nimmt er Abstand von der Politik und seinen sozialistischen Idealen.
1928, der Charleston hat ganz England erfasst. Überall wird nur noch nach diesem Tanz geschwoft. Hier befindet sich Queenie in ihrem Element und schwingt vor allem im örtlichen Saal das Tanzbein. Während London das Jazzzeitalter genießt, erscheinen 1933 Bilder des neuen deutschen Reichskanzlers Adolf Hitler in den Zeitungen. Reg beabsichtigt seine Freundin Phyllis Blake zu heiraten. Billy macht Queenie wieder mal einen Heiratsantrag, wird aber erneut von ihr abgewiesen. Sie teilt ihm mit, dass sie in einen verheirateten Mann verliebt sei. Noch immer will sie mehr, als nur hinter dem Herd stehen und kochen oder kleinen Kindern die Nasen abputzen. Sie will nicht so enden wie ihre Mutter, einem typischen Produkt britischer Kleinbürgerlichkeit. 
Vi wird indes schwanger. Nach einem Streit bei Regs Hochzeit mit Phyllis verlässt Queenie das Haus in derjenigen Nacht, in der Frank und Bob von einem Regimentsessen nach Hause heimkehren. Die Stimmung ist bedrückt, man spricht von einem neuen Krieg, der in der Luft läge. Ethel wird vom Lärm, den die beiden bei der Heimkunft machen, geweckt. Sie findet einen Brief von Queenie, in dem sie erklärt, dass sie mit ihrem Liebhaber, dem verheirateten Mann, fortgegangen ist. Ethel kann ihr nicht vergeben und will ihre Tochter nie wiedersehen. Tante Sylvia hat für sich den Spiritismus entdeckt und beginnt das Leben zu genießen. Reg und Phyllis kommen bei einem Autounfall ums Leben. Die Familie ist zutiefst geschockt. Politisch ändert sich in Großbritannien ebenfalls einiges: Die Anhänger des britischen Faschisten Oswald Mosley, die „Schwarzhemden“, versuchen, angespornt von den Nazis in Deutschland, auch in London antisemitische Gefühle zu schüren. 1935 wird Stanley Baldwin Premierminister, und zum Beginn des darauf folgenden Jahres stirbt der alte König Georg V. Der neue Monarch heißt Edward VIII. und wird nur sehr kurz regieren. Zum Ende desselben Jahres ist er ebenso Geschichte wie ihre Mutter, die 1936 stirbt. 1938 kommt es zum Münchner Abkommen, an dem der Premiere Neville Chamberlain entscheidenden Anteil hat. Während halb England durchatmet oder sogar jubelt, ist Frank geschockt bis angewidert angesichts solcher politischer Fehleinschätzung.
Der eingezogene Billy kommt auf Heimaturlaub nach Hause, mit Nachrichten von Queenie, die er in Frankreich gesehen hat. Jetzt bereut sie es, Heim, Herd und Familie hinter sich gelassen zu haben. Sie wurde von ihrem verheirateten Geliebten verlassen, anschließend krank und versuchte dann, ihren Lebensunterhalt mit einer Teestube zu verdienen. Freudestrahlend verrät Billy, dass sie nun endlich seinem Werben nachgegeben hat und er und Queenie miteinander verheiratet sind. Ethel, die sie nie mehr wieder sehen wollte, vergibt ihrer ebenso lebenshungrigen wie von ihren zerbrochenen Träumen desillusionierten Tochter. Es ist der Vorabend eines weiteren, eines zweiten Weltkriegs. Queenie hat von Billy ein Baby bekommen. Bob beschließt, London zu verlassen und aufs Land zu ziehen. Queenie folgt ihrem Billy nach Singapur, wo dieser als Marinesoldat stationiert ist, und lässt ihr Baby bei den Eltern Frank und Ethel zurück. Auch die beiden alt gewordenen Gibbons-Eltern verlassen das Haus, um in eine kleinere Wohnung zu ziehen, jetzt, da ihr Nachwuchs endlich erwachsen geworden ist. Sie sind heilfroh, keine Verantwortung für ihre drei Kinder mehr zu haben. Waren es dennoch nicht auch wunderbare Zeiten? „Am Schluß des Films fährt die Kamera durch das leere Haus. Die Tapete ist seit 1919 nie erneuert worden. Sie hat alles mitangesehen.“

## Produktionsnotizen
Wunderbare Zeiten entstand in der zweiten Jahreshälfte 1943 und wurde, je nach Quelle, am 28. Mai oder am 1. Juni 1944 in London uraufgeführt. Massenstart war am 7. August 1944. Die deutsche Premiere fand am 5. Januar 1989 in der ARD statt.
Regisseur Lean und sein Vorlagenautor Coward kannten sich schon seit geraumer Zeit; beide hatten bereits 1942 bei In Which We Serve erstmals gemeinsam Regie geführt.
Chefkameramann Ronald Neame übernahm auch (ungenannt) die Produktionsleitung. C. P. Norman gestaltete die Filmbauten. George Pollock war Regieassistent, Guy Green einfacher Kameramann. Muir Mathieson wirkte als Dirigent des London Symphony Orchestra.

## Wissenswertes
Theaterstück und Film sind typische britische Produkte der Weltkriegsjahre und spiegeln die allgemeine Haltung der Menschen auf den Inseln der angesichts der ständigen Bedrohung durch Hitler-Deutschland wider. Die Botschaft lautet: „Wir lassen uns nicht unterkriegen“. Oder anders ausgedrückt: „Der Film zelebriert den Stoizismus, Humor und die Widerstandsfähigkeit der einfachen Briten“, egal, was da kommen möge. Angesichts dieser Lebenseinstellung ist es auch kein Wunder, dass This Happy Breed der kommerziell erfolgreichste Film des Landes im Jahre 1944 war.
Noël Cowards Theaterstück feierte seine Premiere im April 1943 am Londoner Haymarket Theatre und war sofort ein gewaltiger Publikumserfolg. Der Autor selbst übernahm die Hauptrolle des Frank Gibbons auf der Bühne. Obwohl er eigentlich auch in Leans Film seinen Part spielen wollte, wurde die Rolle zunächst Robert Donat angeboten. Doch der lehnte aus künstlerischen Gründen ab. Lean selbst schien Cowards Ruf als charmanter und intelligenter Spötter des englischen Hauptstadttheaters so gar nicht passend für die angestrebte Filmversion. Daher übernahm Coward hier lediglich den Part des Produzenten.
Der Titel This Happy Breed, ein Synonym für das britische Volk, entstammt einer Monologzeile aus William Shakespeares Drama Richard II. Laurence Olivier, der mit diesem Stück große Theatererfolge feiern konnte, sprach bei diesem Film auch ungenannt die einführenden Worte.
Celia Johnson wurde 1947 mit dem NBR-Award als Beste Schauspielerin ausgezeichnet.

## Synchronisation
| Rolle           | Darsteller       | Synchronsprecher |
| --------------- | ---------------- | ---------------- |
| Frank Gibbons   | Robert Newton    | Hans Sievers     |
| Ethel Gibbons   | Celia Johnson    | Ingrid Andree    |
| Billy Mitchell  | John Mills       | Volker Bogdan    |
| Queenie Gibbons | Kay Walsh        | Monika Gabriel   |
| Bob Mitchell    | Stanley Holloway | Wolfgang Völz    |
| Tante Sylvia    | Alison Leggatt   | Ursula Sieg      |
| Mrs. Flint      | Amy Veness       | Marianne Kehlau  |
| Reg Gibbons     | John Blythe      | Klaus-Peter Grap |
| Edie            | Merle Tottenham  | Evelyn Hamann    |

## Kritiken
Auf Time Out London ist zu lesen „Obwohl Lean und Coward hier weniger glücklich sind als mit der spröden, kultivierten Atmosphäre von Brief Encounter, bleibt ihr abenteuerlicher Ausflug in den Vorort Clapham unendlich faszinierend.“
Das Lexikon des Internationalen Films urteilt: „Treffend beobachtetes, bestes britisches Erzählkino mit kultivierter Darstellung, das inzwischen jedoch etwas Patina angesetzt hat.“
Der Movie & Video Guide machte in dem Film eine „ausgezeichnete Schauspielkunst“ aus.
Halliwell’s Film Guide urteilte deutlich negativer: Die Geschichte sei „nicht überzeugend geschrieben und reichlich fehlbesetzt, aber schiere Professionalität“ würde diese Mängel egalisieren.
Angesichts der Deutschland-Premiere im Fernsehen hieß es in der Zeit: „Der Stoff dieses englischen Spielfilms, den David Lean 1944 drehte … ist so alt wie die Welt: Familiensaga. Heute ist sie vor allem als Serien-Sujet beliebt. ‚Wunderbare Zeiten‘ erzählte nichts anderes als dieses alte Lied, und es klang doch gut. Hin und wieder sollte man sich bei älteren Meistern davon überzeugen, daß auch die schimmeligsten Stoffe und gammeligsten Stories so erzählt werden können, daß man mitgeht. Im Falle von ‚Wunderbare Zeiten‘ lag die Kunst im Sinn für den Widerspruch, der durch die Personen geht und in der Anmut, mit der davon gehandelt wurde.“